# Чугоку
Чугоку (Јапански:中国地方 Chūgoku-chihō) је регион који се налази на крајњем југозападу острва Хоншу у Јапану. Састоји се из пет префектура: Хирошима, Јамагучи, Шимане, Тотори и Окајама.